# Tunas Harapan (Curup Utara)
Tunas Harapan is een bestuurslaag in het regentschap Rejang Lebong van de provincie Bengkulu, Indonesië. Tunas Harapan telt 1869 inwoners (volkstelling 2010).